# 萧孟能
蕭孟能（1920年—2004年7月23日），台湾出版家。湖南常寧人。南京金陵大學經濟系畢業。著有《出版原野的開拓》一書。

## 生平
蕭孟能的父亲為蕭同兹，1932年起任中央通訊社社長、人称“萧三爷”。蕭孟能育有一對兒女蕭廣仁、蕭近仁。蕭廣仁曾任國立陽明大學遺傳所教授及台灣聯合大學系統系統副校長。
1952年，蕭孟能與妻朱婉堅在臺北市衡陽路十五號創設文星書店，由葉明勳擔任發行人，蕭孟能任社長。1957年11月創辦《文星雜誌》，在創刊號封面特別加註副標「生活的、文學的、藝術的」，同時揭示這個雜誌宗旨是「不按牌理出牌」。《文星》先後由作家何凡、李敖、胡汝森等人負責編輯工作，《文星》因「叛國控訴事件」與多位文人筆戰。1965年十二月《文星》出版第九十八期後，蕭同茲自請文星書店停業。1966年12月24日，胡適夫人江冬秀至法院按鈴申告蕭孟能盜印胡適遺作。1968年4月1日，文星書店被勒令停業。結束文星書店後，蕭孟能資金周轉出現問題，避走海外半年。後與李敖打官司。之後李敖告萧造谣诬陷，最后萧败诉，被判入狱。但萧不愿坐牢，他后来逃亡海外，结果至死都是台湾的通缉犯。家產亦全數落入好友李敖之手。後曾回國後嘗試房地產等事業。
作家季季在《文星和明星》一文中提到，當年蕭孟能、朱婉堅、李敖三人可稱為「文星鐵三角」，後來「鐵三角卻官司相纏、鐵窗相見，蕭先生後來避走海外」。
2001年7月，蕭孟能前往上海。2004年7月23日，蕭孟能因心肺衰竭去世於上海。